# Bahrain ved sommer-OL 2012
Bahrain deltog ved Sommer-OL 2012 i London som blev arrangeret i perioden 27. juli til 12. august 2012. 
Tolv atleter, otte mænd og fire kvinder deltog i tre sportsgrene, Atletik, svømning og skydning. Det var ottende gang at Bahrain deltog i et sommer-OL. Landet blev placeret på en delt 79. plads med en bronzemedalje. Maryam Yusuf Jamal fik bronze på 1500 meter, det var historiens første OL-medalje til Bahrain. Skytten Azza Al Qasmi var landets flagbærer under åbningsceremonien.   

## Medaljer
| 2012 London | Guld | Sølv | Bronze | Total |
| Bahrain     | 0    | 0    | 1      | 1     |

## Medaljevinderne
| Bahrain under sommer-OL 2012 i London | Bahrain under sommer-OL 2012 i London | Bahrain under sommer-OL 2012 i London | Bahrain under sommer-OL 2012 i London | Bahrain under sommer-OL 2012 i London |
| ------------------------------------- | ------------------------------------- | ------------------------------------- | ------------------------------------- | ------------------------------------- |
| Medaljer                              | Udøver                                | Sport                                 | Øvelse                                | Resultat                              |
| Bronse                                | Maryam Yusuf Jamal                    | Atletik                               | 1 500 meter, damer                    | 4.10,74                               |